# Капитолий штата Алабама
Капитолий штата Алабама (англ. Alabama State Capitol) — здание правительства штата Алабама, США. 19 декабря 1960 года получил статус исторического памятника. Включён в список Национального реестра исторических мест в качестве первого капитолия Конфедерации. Находится на капитолийском холме в городе Монтгомери — столице штата.
Нынешнее здание уже пятое по счёту. Первый капитолий находился в Сент-Стивенсе с 1817 по 1819 года, а после того как территории Алабама стала штатом, был перемещён в Кахабу. В 1826 году местоположение капитолия вновь изменилось, он переместился в Тускалусу. Наконец, в 1846 году переехал в новое здание в Монтгомери, однако, спустя два года его уничтожил сильный пожар. На этом же месте в 1851 году было выстроено новое здание капитолия, которое достраивалось дополнительными корпусами и лестницей в последующие 140 лет.
Некоторое время это здание служило и в качестве Капитолия Конфедерации, пока Монтгомери был первой столицей Конфедеративных Штатов Америки.

## История

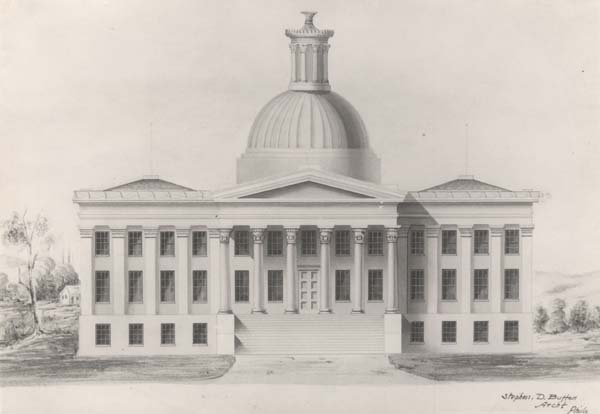
План первого здания капитолия в Монтгомери, уничтоженного пожаром в 1849 году

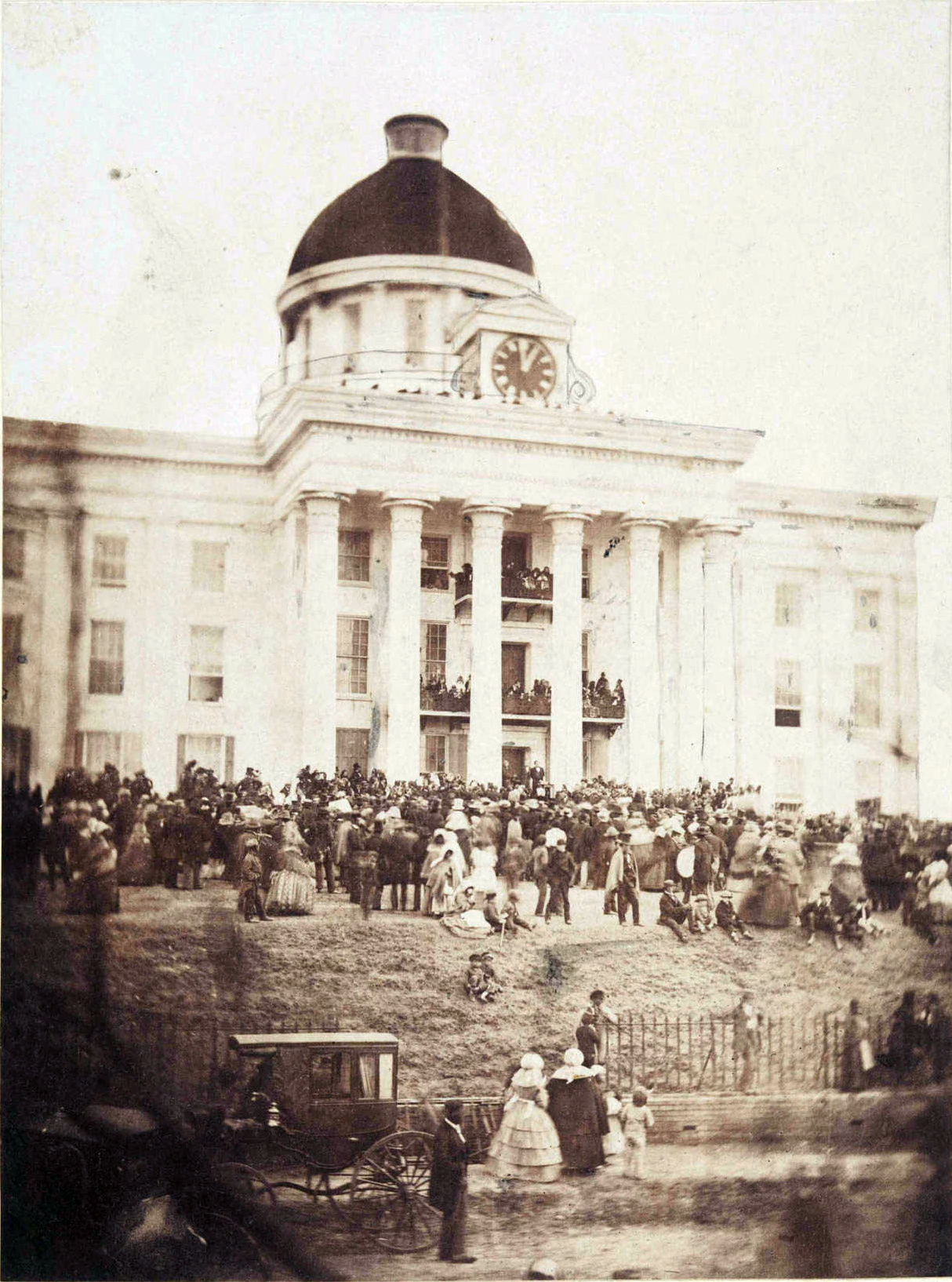
Иннаугурация Джефферсона Дэвиса, 18 февраля 1861 года

Первое здание построенное в Монтгомери разработал архитектор Стивен Декейтер Баттон из Филадельфии. Место, где сейчас расположен капитолий раньше было известно как Козий холм, ввиду того, что использовалось в качестве пастбища. Один из основателей города, Эндрю Декстер, специально держал эту землю свободной, в ожидании переезда капитолия из Тускалусы. Строительство началось в 1846 году, а 6 декабря 1847 года новому двухэтажному зданию был присвоен статус капитолия.
14 декабря 1849 года здание уничтожено сильным пожаром, развалины были расчищены к марту 1850 года.
Строительство нынешнего здания капитолия продолжалось с 1850 по 1851 год и проходило под надзором главного инженера Барачиаса Холта из штата Мэн. За основу был взят проект предыдущего здания с некоторыми изменениями. Так, здание стало трёхэтажным (не считая цокольный этаж) и без фронтона.
1 октября 1851 года в капитолии прошло первое заседание Легислатуры Алабамы. В феврале 1852 года над портиком были установлены часы в виде белого куба с чёрным циферблатом и увенчанным остроконечной крышей. Длина минутной стрелки — 1,2 м, часовой — 0,91 м. С февраля 1861 года до 22 мая того же года здание использовалось в качестве Капитолия Конфедерации. На мраморном полу перед портиком установлена шестиконечная звезда из латуни, точно в том месте, где 18 февраля 1861 года стоял Джефферсон Дэвис во время присяги на должность президента Конфедеративных Штатов Америки.
Первое расширение здания состоялось в 1885 году когда к заднему фасаду было пристроено восточное крыло. В 1906 году добавлено южное крыло, а в 1912 году — северное, внешне идентичное южному.
В 1961 году губернатор Джон Паттерсон в рамках празднования 100-летия со дня начала Гражданской войны установил на здании боевой флаг Конфедерации. Позже флаг был поднят как символ неповиновения десегрегационной политики федерального правительства. В 1988 году, при попытке снять флаг были арестованы несколько законодателей-афроамериканцев. В 1993 году суд Алабамы постановил снять флаг, ввиду того, что по законам штата над капитолием могут быть установлены только государственный флаг и флаг штата.
Легислатура Алабамы занимала здание капитолия до 1985 года, после чего её заседания стали проводиться в соседнем здании State House. Согласно конституции Алабамы, легислатура должна располагаться в капитолии, однако в 1984 году были приняты поправки, позволившие ей переехать в новое здание. Предполагалось, что переезд будет временным, в связи с запланированной реконструкцией капитолия. Работы начались в 1985 году и проходили под контролем архитектурной группы Holmes and Holmes. Завершилась реконструкция в 1992 году, после чего сюда вернулся офис губернатора и других чиновников, но законодательная власть осталась в State House.

## Внешний вид

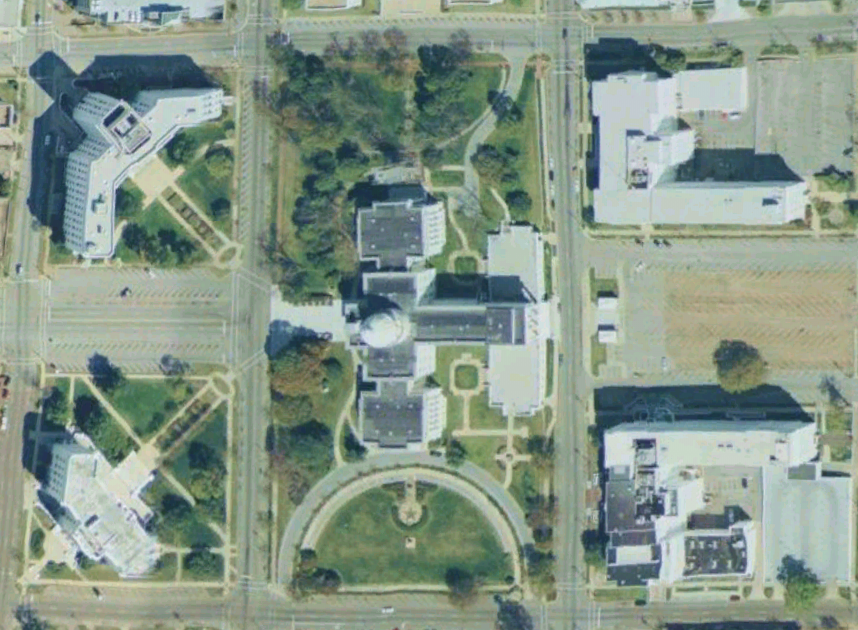
Вид на капитолий Алабамы (в центре) со спутника

Здание построенное в 1851 году, а также последующие пристройки выполнялись в неогреческом стиле. Центральная часть капитолия имеет травеи, очерченные дорическим ордером и трёхэтажный портик. Её размеры составляют 46 на 21 м, с задним крылом — 12 на 15 м. Во время первого расширения, в 1885 году с задней части фасада была добавлена пристройка размером 21 на 15 м. В 1906 и 1912 годах — ещё два идентичных друг другу крыла 30 на 28 м, разработанных архитектором Фрэнком Локвудом. И северное и южное крыло выполнены с декоративными псевдо-портиками и колоннами украшенными ионическим ордером.
В 1985—1992 годах восточное крыло было перестроено, в результате чего появился новый портик в тетрастиле (т.е. с четырьмя колоннами).

## Интерьер

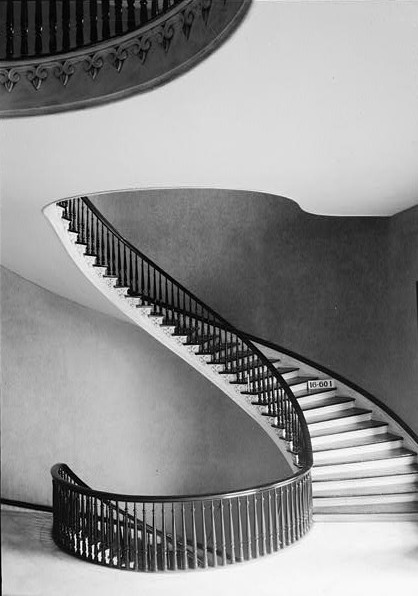
Одна из двух винтовых лестниц капитолия, выполненных по проекту архитектора Горация Кинга в 1851 году

На первом этаже расположен холл с двумя винтовыми лестницами, ведущими по спирали до третьего этажа. Эти лестницы, ставшие оригинальной архитектурной особенностью здания, спроектировал архитектор Гораций Кинг, бывший раб, выпущенный на волю в 1846 году, для чего Легислатура Алабамы даже приняла специальный закон. После периода реконструкции Юга Гораций Кинг находился на службе в Палате представителей Алабамы, в здании, которое было возведено при его участии.
С восточной стороны лестничного зала первого этажа расположена ротонда, проходящая через три этажа, со скульптурой 46-го губернатора Алабамы Лурлен Уоллес, супруги Джорджа Уоллеса. Она стала первой и пока единственной женщиной-губернатором Алабамы, скончалась при исполнении служебных обязанностей в 1968 году. В следующем зале расположены коридоры, ведущие в северное и южное крылья. Далее находится прежний зал Верховного суда.

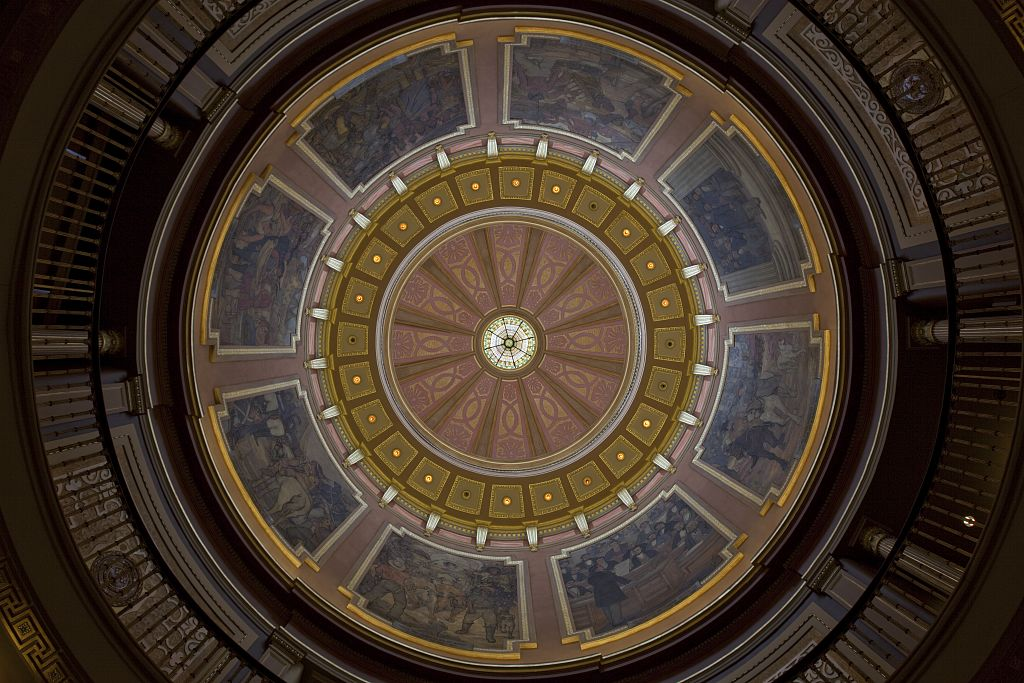
Интерьер купола здания капитолия, на котором представлены восемь фресок художника Родерико Маккензи

На втором этаже располагались залы Сената и Палаты представителей.
Интерьер здания капитолия сосредоточен на ротонде, увенчанной большим куполом. Он украшен восемью фресками Родерика Маккензи, художника шотландского происхождения. Фрески иллюстрируют события из истории Алабамы, они выполнены на холсте в период с 1926 по 1930 года в его студии в Мобиле, а в июле 1930 года отправлены в Монтгомери железнодорожным транспортом.
Фрески изображают враждебную встречу Эрнандо де Сото с индейцами в Тускалусе в 1540 году; основание порта Мобил Пьером Лемуаном и Жан-Батистом Ле-Мон де Бенвилем, где с 1702 по 1711 года размещалась столица Французской Луизианны; сдачу Уильяма Везерфорда, известного как «Красный Орёл» Эндрю Джексону в 1814 году; заселение пустынных земель Алабамы первыми поселенцами в 1816 году; составление Конституции Алабамы в 1818 году; благосостояние и досуг жителей в конце довоенной эпохи (1840—1860); инаугурация президента Конфедерации Джефферсона Дэвиса на ступенях капитолия в 1861 году; процветание в 1874—1930 годах, последовавшее за освоением ресурсов.